# ぼくチロ!
『ぼくチロ!』（原題:치로와 친구들（「チロと友達」の意味）は、韓国の韓国教育放送公社（EBS）で2006年に放送されたテレビアニメである。全編コンピュータアニメーションで作られた。

## 概要
韓国では高視聴率を記録したほか、日本やイギリス、スペインなどでも放送された。2006年にCartoons on Bay「視聴者が選んだ最高作品賞」を、2008年に大韓民国アニメーション大賞「文化観光部長官賞」を受賞した。
日本では、2009年10月よりNHK教育テレビのアニメワールドにおいて全52話が放送された（各話5分。なお2012年10月からBSプレミアム「おしりキッズ」内で再放送された際には、オープニングの歌が加わって各話約6分17秒。）。制作は、ミニアニメ製作委員会であった。

## あらすじ
好奇心旺盛なひよこの3きょうだいチロ、チコ、チヨは、ママとパパと"四角い村"に住んでいます。3匹のひよこにとって、世界は不思議でおもしろいものに満ちています。友だちとの遊びは、楽しい学びであり、冒険でもあります。「明日はどんな面白いことが待っているのかな？」毎晩チロたちは、わくわくしながら眠りにつくのです。

## 登場キャラクター
キャラクター名の表記は、左側は日本語名で右側のカッコ内は韓国語名と英語名。声優の表記は、日本語版。
チロ（치로／Chiro）
声 - 津村まこと
本作の主人公の一人。
ひよこ3兄弟の末っ子。みんなが認めるいたずら大好きのわんぱく坊や。
チコ（치코／Chico）
声 - 田村睦心
本作の主人公の一人。
3兄弟の一番上のお兄ちゃん。普段はしっかり者だけど、時々チロと一緒に羽目をはずしてしまう。第2話からメガネをかけている。
チヨ（치요／Chiyo）
声 - 江里夏
本作の主人公の一人。
3兄弟の真ん中。ちょっと内気で注意深い女の子。感性が豊かで絵が上手。第2話から頭に赤いリボンをつけている。
ウララ（울랄라／Ullala）
声 - 朝倉栄介
何かと3兄弟の面倒を見てくれる、花と歌が好きなワニ。いつもおっとりしていて、何事にも楽天的。簡単な魔法が使える。
クリ（쿠리／Kuri）
声 - 高城元気
気立ての優しい子ブタで、3兄弟のよき遊び相手。あまり悩まない素直な性格。番組初期には4足歩行だったが、途中から2足歩行するようになった。
チャーリー（찰리／Charlie）
声 - 平川大輔
四角い村に引っ越してきたおしゃべりな子ザル。忘れっぽく、自分の持ち物をしょっちゅう紛失してしまい、困ることもある。
ミスター・ココ（꼬꼬 아저씨／Mr.CoCo）
声 - 勝沼紀義
勤勉でやさしい3兄弟のパパ。毎日夜が明けると「コケコッコー」と鳴いて、朝が来たことを知らせている。
ミセス・ココ（꼬꼬 아줌마／Mrs.CoCo）
声 - 藤本喜久子
3兄弟のママ。3兄弟はもちろんそのお友達のことも、いつも笑顔であたたかく見守っている。
プララ大王
声 - 朝倉栄介
森の中にある大きな城に住んでいるワニの大王。ウララとそっくり。千里眼や瞬間移動、電撃など強力な魔法が使える。
クルル
声 - 高城元気
ウララ大王に仕える子ブタ。クリとそっくりだが鎧を着ている。

## 日本語版各話リスト
2009年10月26日から放送。
| 話数 | サブタイトル           |
| ---- | ---------------------- |
| 1    | かくれんぼ             |
| 2    | ぼくもほしい           |
| 3    | きみはだれ？           |
| 4    | おもちゃのくるま       |
| 5    | みんなびっくり         |
| 6    | ウララのまほう         |
| 7    | みんなでたべよう       |
| 8    | てがみがほしい         |
| 9    | パパのたからもの       |
| 10   | シーソーあそび         |
| 11   | ゴリラくん こんにちは  |
| 12   | よくばっちゃだめだよ   |
| 13   | ウララのいちにち       |
| 14   | げんきになってね チヨ  |
| 15   | おさるのチャーリー     |
| 16   | ねむれないよる         |
| 17   | ききゅうにのって       |
| 18   | うそついちゃった       |
| 19   | クリはパンがすき       |
| 20   | チャーリーのカメラ     |
| 21   | チヨのおにんぎょう     |
| 22   | ウララのひみつ         |
| 23   | はじめてのえんそく     |
| 24   | あたらしくなーれ!      |
| 25   | ぼくだってできる       |
| 26   | ほたるのいずみ         |
| 27   | きょうりゅうをさがせ   |
| 28   | みんなでマジックショー |
| 29   | チヨになりたい         |
| 30   | ひとりでおるすばん     |
| 31   | まほうのラッパ         |
| 32   | だいへんしん           |
| 33   | ひとりでいいもん       |
| 34   | のっぽになりたい       |
| 35   | おかしのおしろ         |
| 36   | ブーメランがほしい     |
| 37   | マジックベルト         |
| 38   | 3つのねがい            |
| 39   | すごろくたいけつ       |
| 40   | クリとクルル           |
| 41   | アメとオバケ           |
| 42   | たたいてならして       |
| 43   | チコのゆめ             |
| 44   | チヨはおひめさま       |
| 45   | ほんとうのきもち       |
| 46   | びっくりプレゼント     |
| 47   | なにができるかな       |
| 48   | ママにいわないで       |
| 49   | チャーリーのダンス     |
| 50   | パーティーにきてね     |
| 51   | いちばんだいじなもの   |